# Bresciaoggi
Bresciaoggi, anche conosciuto come BSO, è un quotidiano italiano a diffusione locale ossia Brescia e provincia. Fa parte del Gruppo Athesis insieme a L'Arena, Il Giornale di Vicenza e la Gazzetta di Mantova.

## Storia
Il giornale nacque da un'intesa di Bruno Marini e la sua stretta cerchia d'amici poi sostenuta da imprenditori e uomini politici locali. Il numero zero risale all'11 aprile 1974, il quotidiano ebbe come suo primo responsabile Giannetto Valzelli, era edito da Brescia Edizioni S.p.A. e stampato presso la litografia Reweba S.p.A. di Brescia.
Negli anni '70 sopravvisse con il nome di Brescia Oggi Nuovo grazie a una cooperativa di giornalisti e tipografi dopo che l'imprenditore Luigi Lucchini, aveva deciso di non continuare la pubblicazione dopo il primo anno. La testata ha avviato al giornalismo numerosi professionisti e pubblicisti, tra questi Maurizio Belpietro, Marco Bencivenga, Roberto Denti, Massimo Mucchetti, Massimo Tedeschi, Riccardo Venchiarutti ed Elia Zamboni.
Fino al 2016, al quotidiano era collegata l'emittente televisiva locale Brescia.TV poi divenuta È Live Brescia.TV e ceduta ad un altro editore. Gli studi televisivi erano ospitati nella sede del medesimo giornale in via Eritrea a Brescia dove un tempo c'erano gli impianti di stampa del vecchio Bresciaoggi e per alcuni anni anche di Bergamoggi, testata gemella diffusa sul territorio orobico, con cui condivideva le pagine nazionali.
Bresciaoggi è stato edito dal 1975 dalla Cooperativa editoriale 28 luglio, formata da giornalisti e poligrafici, fino al febbraio 1990, quando è avvenuta la cessione al gruppo Athesis a seguito di un'assemblea, che aveva scartato all'unanimità l'ipotesi di vendita al gruppo Longarini.
Dal 4 luglio 2007 al 30 giugno 2023 Bresciaoggi è stato stampato da Società Editrice Arena nello stabilimento di Caselle di Sommacampagna, mentre dal 1º luglio 2023 la stampa delle testate Bresciaoggi, L'Arena e Il Giornale di Vicenza è affidata al Centro Stampa Quotidiani di Erbusco.

## Direttori
- Renzo Baldo[21][22][23]
- Sergio Milani[21]
- Andrea Barberi[21]
- Giuseppe Brugnoli[21]
- Piero Agostini[6][21][24] (1990-1992)
- Mino Allione[6][21] (1992-)
- Maurizio Cattaneo[6][21] (2008-2021)
- Massimo Mamoli[6][25] (Dal 2022)

## Vicedirettori
- Riccardo Bormioli[6] (2017-2021)
- Piergiorgio Chiarini[26] (2021-2022)
- Alberto Bollis[6][25] (2022-2023)
- Giulio Tosini[27] (Dal 2024)